# لیموقبای سبز
لیموقبای سبز (نام علمی: Aegithina viridissima) نام یک گونه از تیره لیموقبا است.